# Don Dubbins
Don Dubbins est un acteur américain, né le 28 juin 1928 à New York (État de New York), et mort le 17 août 1991 à Greenville (Caroline du Sud).

## Filmographie

### Cinéma
- 1953 : Tant qu'il y aura des hommes (From Here to Eternity) de Fred Zinnemann : Pvt. Friday Clark (bugler)
- 1954 : Ouragan sur le Caine (The Caine Mutiny) d'Edward Dmytryk : Marin 1re classe Urban
- 1956 : La Loi de la prairie (Tribute to a Bad Man) : Steve Millar
- 1956 : Passé perdu (These Wilder Years) : Mark
- 1957 : The D.I. (en) : Pvt. Owens
- 1958 : De la Terre à la Lune (From the Earth to the Moon) : Ben Sharpe
- 1958 : L'Île enchantée (Enchanted Island) : Tom
- 1963 : Pas de lauriers pour les tueurs (The Prize) : Ivar Cramer, Light Henchman
- 1967 : Le Shérif aux poings nus (Gunfight in Abilene) : Sprague
- 1969 : L'Homme tatoué (The Illustrated Man) : Pickar
- 1969 : Les Sentiers de la violence (The Learning Tree) : Harley Davis, avocat
- 1972 : The Hoax : Sergent O'Roherty
- 1974 : Nightmare at 43 Hillcrest : Sanford 'Sandy' Bates
- 1982 : Un justicier dans la ville 2 (Death Wish II) de Michael Winner : Mike
- 1985 : The Fix : Sheriff Bower

### Télévision
- 1953 : The Doctor (série télévisée) : Bruce
- 1954 : Robert Montgomery presents (en) (série télévisée) : Luke
- 1957 : Climax! (série télévisée) : Chris Barker
- 1957 - 1958 : The Court of Last Resort (en) (série télévisée) : James Dawson
- 1958 : Shirley Temple's Storybook (en) (série télévisée) : Prince Peter
- 1959 : Alfred Hitchcock présente (série télévisée) : Philip Pryor
- 1959 : Sugarfoot (série télévisée) : Vic Bradley / Sid Garvin
- 1959 : Rawhide (série télévisée) : Billy Carter
- 1959 : Men into Space (en) (série télévisée) : Lt. Smith
- 1959 : M Squad (série télévisée) : Stick Wilson
- 1959 : Playhouse 90 (série télévisée) : Bluey
- 1959 : Wichita Town (en) (série télévisée) : Petey McGlasson
- 1959, 1961 et 1964 : Gunsmoke (série télévisée) : Lootie Judson / Ed Potts / Orkey Cathcart / Rolly Wendt
- 1960 : The Alaskans (série télévisée) : Grant
- 1960 : Intrigues à Hawaï (série télévisée) : Jack Earl
- 1960 : La quatrième dimension (The Twilight Zone) (série télévisée) : Peter Kirby
- 1960 : Johnny Ringo (en) (série télévisée) : Harley Crale
- 1960 : Au nom de la loi (Wanted: Dead or Alive) (série télévisée) saison 2 épisode 27 (Le Paria) : Randy Holleran
- 1960 : Bonanza (série télévisée) : Todd McCarren
- 1960 : L'Homme à la carabine (The Rifleman) (série télévisée) : Ben Perry
- 1960 : Dan Raven (en) (série télévisée) : Mike
- 1961 : Le Grand Prix (en) (National Velvet) (série télévisée) : Willoughby
- 1961 : Aventures dans les îles (Adventures in Paradise) (série télévisée) : Big Ed Brody
- 1961 - 1966 : Perry Mason (série télévisée) : Ned Bertell / Burt Blair / Bill Vincent
- 1962 : Échec et Mat (Checkmate) (série télévisée) : Paul McGill
- 1963 : Route 66 (série télévisée) : Mattie
- 1963 : 77 Sunset Strip (série télévisée) : Pete Rix
- 1964 : The Great Adventure (en) (série télévisée) : Jason Chiles
- 1964 et 1966 : Le Fugitif (The Fugitive) (série télévisée) : Horton / McCaffrey
- 1965 : Match contre la vie (Run for Your Life) (série télévisée) : Robin Fielding
- 1965 : Le Virginien (The Virginian) (série télévisée) : Albi
- 1965 et 1970 : Jinny de mes rêves (I Dream of Jeannie) (série télévisée) : Lt. Pete Conway / Commandeur Jay Russell
- 1966 : The Road West (série télévisée) : Wesley
- 1966, 1967 et 1969 : Sur la piste du crime (The FBI) (série télévisée) : Joel Polk / McKinney / Al, l'employé du gaz
- 1967 : Voyage au fond des mers (Voyage to the Bottom of the Sea) (série télévisée) : C.P.O. plage
- 1967 - 1969 : Dragnet 1967 (série télévisée) : Donald L. Chapman / Steve Deal / Billy Catcher / Bob Buesing / Thomas Shore
- 1967 : Les Envahisseurs (The Invaders) (série télévisée) : Wesley J. Sanders
- 1968 : Peyton Place (série télévisée) : Wm. Kennerly Jr
- 1968 : La Grande Vallée (The Big Valley) (série télévisée) : Grady Shanks
- 1970 : Mannix (série télévisée) : Chris Allison
- 1970 : La justice de Simon l'indien (Run, Simon, Run) (série télévisée) : Freddie Tomb
- 1970 et 1972 : La Nouvelle Équipe (The Mod Squad) (série télévisée) : Teddy Capp / Gault
- 1971 : Médecins d'aujourd'hui (Medical Center) (série télévisée) : Parker
- 1972 : Sam Cade (Cade's Country) (série télévisée) : Teddy Capp / Gault
- 1972 : Banacek (série télévisée) : Sheriff Jessup
- 1973 : Kung Fu (série télévisée) : Meador
- 1973 : The Rookies (série télévisée) : Un photographe
- 1973 : Outrage (en) (Téléfilm) : M. Werner
- 1973, 1974, 1977 et 1978 : Barnaby Jones (série télévisée) : Emory Brandon / John Riley / Bill Hummel / Sheriff Mason / Frank Auburn
- 1974 : Le Justicier (en) (The Manhunter) (série télévisée) : Un député
- 1974 : Nightmare at 43 Hillcrest (Téléfilm) : Sanford Bates
- 1974 : Cannon (série télévisée) : M. Fryer
- 1974 : Firehouse (en) (série télévisée) : Mills
- 1975 : Petrocelli (série télévisée) : Joseph Bear
- 1977 : La Petite Maison dans la prairie (The House on the Prairie) (série télévisée) saison 3, épisode 11 (Blizzard (Blizzard) ) : Jim Bowers
- 1978 : Police Story (série télévisée) : Farley
- 1978 : L'Île fantastique (Fantasy Island) (série télévisée) : Dr. Sidney Block
- 1978 : Project UFO (série télévisée) : Charles Hamlin
- 1978 : Deux cent dollars plus les frais (The Rockford Files) (série télévisée) : Agent Frazee
- 1981 : L'Incroyable Hulk (The Incredible Hulk) (série télévisée) : Sgt. Murkland
- 1982 : Mork and Mindy (série télévisée) : Le secrétaire général
- 1982, 1986, et 1988 : Dynastie (Dynasty) (série télévisée) : Dr. Louden / Martin Gaines
- 1982 : La Petite Maison dans la prairie (The House on the Prairie) (série télévisée) saison 8, épisode 11 (Un Noël inoubliable (A Christmas They Never Forgot) ) : Master Hayes
- 1983 : Trapper John, M.D. (en) (série télévisée) : M. Williams
- 1983 : Simon et Simon (série télévisée) : Philip Bloom
- 1983 : Côte Ouest (Knots Landing) (série télévisée) : Docteur
- 1984 : Capitol (série télévisée) : Ministre
- 1984 : Hôtel (série télévisée) : Jim Mitchell
- 1985 : Les Routes du paradis (Highway to Heaven) (série télévisée) : Don Weston
- 1985 : Arabesque (Murder She Wrote) (série télévisée) : Dr. Charmichael
- 1985 : Mort en Californie (A Death in California) (série télévisée) : Rev. Pruitt
- 1987 : Rick Hunter (série télévisée) : John
- 1987 : Starman (série télévisée) : Frank Radin
- 1991 : Separate But Equal (Téléfilm)